# خفاش میوه‌خوار وودفورد
خفاش میوه‌خوار وودفورد (نام علمی: Melonycteris woodfordi) نام یک گونه از سرده خفاش‌های سلیمان است.